# Periclimenes diversipes
Periclimenes diversipes är en kräftdjursart som beskrevs av Kemp 1922. Periclimenes diversipes ingår i släktet Periclimenes och familjen Palaemonidae. Inga underarter finns listade i Catalogue of Life.